# Lomaspilis opis
Lomaspilis opis là một loài bướm đêm trong họ Geometridae.